# Muzeum jihovýchodní Moravy ve Zlíně
Muzeum jihovýchodní Moravy ve Zlíně (MJVM), příspěvková organizace, je kulturní instituce zřízená Zlínským krajem a sídlící ve Zlíně. Po desetiletích působení v prostorách zlínského zámku se v roce 2013 stala jejím sídlem zrekonstruovaná budova č. 14 v bývalém továrním areálu Svit, resp. Baťa. Je tak dnes spolu s Krajskou galerií výtvarného umění ve Zlíně a Krajskou knihovnou Františka Bartoše ve Zlíně součástí komplexu 14|15 BAŤŮV INSTITUT. Kromě zázemí, stálých expozic Princip Baťa: Dnes fantazie, zítra skutečnost a František Bartoš: pedagog, jazykovědec, etnograf a krátkodobých výstav patří k MJVM také objekty hradu a hájenky Malenovice, Národního kulturního památníku Ploština a Muzea luhačovického Zálesí. Provozuje také studovnu Archívu cestovatelů Hanzelky a Zikmunda v SPŠ Otrokovice.
Muzeum je členem Asociace muzeí a galerií České republiky a ICOM.

## Historie

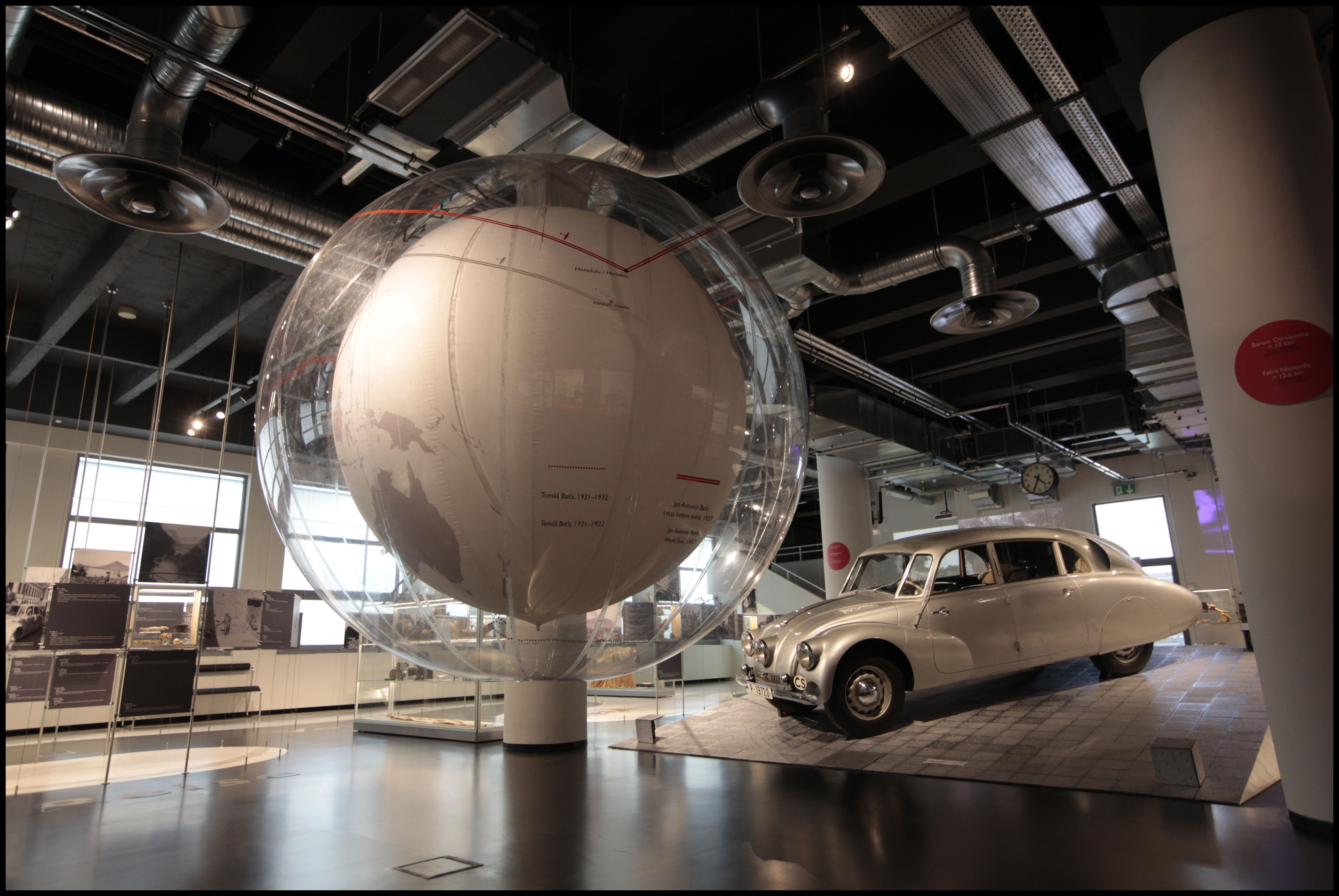
Tatra 87 v expozici Princip Baťa

Poprvé se o založení muzea ve Zlíně pokusila radnice v roce 1924, ale neúspěšně. Podařilo se to až ve 30. letech 20. století a v roce 1935 bylo Museum města Zlína přijato i do Svazu československých museí, i když sbírky byly odkázány na dobrovolnou péči. Teprve po dohodě s vedením firmy Baťa byla sbírkám muzea vyčleněna jedna etáž Památníku Tomáše Bati a 13. 2. 1944 bylo muzeum otevřeno veřejnosti.
Památník poškozený náletem sbírky opustily v roce 1946 a našly nové místo na zámku Lešná, kde byly obohaceny o část sbírek rodu Seilernů, bývalých majitelů zámku. V září 1952 převzalo muzeum sbírku obuvi a přírodovědné sbírky z bývalého baťovského Studijního ústavu a Památníku Tomáše Bati. V roce 1953 se muzeum stalo Krajským muzeem, které se v roce 1955 vrátilo na zámek Lešná, aby se odtud v roce 1958 odstěhovalo na zlínský zámek v centru města Zlína, tehdy Gottwaldova. Při tomto stěhování bylo spojeno s Krajskou galerií v instituci s názvem Krajský vlastivědný ústav.
Po reorganizaci v roce 1960 se mění název na Oblastní muzeum a galerie v Gottwaldově, aby hned rok nato – po osamostatnění galerie – vstoupilo na scénu Oblastní muzeum jihovýchodní Moravy v Gottwaldově.
Poslední změnu názvu prodělalo muzeum v roce 1990 v souvislosti s navrácením města ke svému původnímu názvu, takže dnes funguje jako Muzeum jihovýchodní Moravy ve Zlíně. Od roku 2013 je jeho novým sídlem krajské kulturně vzdělávací centrum 14|15 BAŤŮV INSTITUT, jež sdružuje kromě muzea Krajskou knihovnu Františka Bartoše a Krajskou galerii výtvarných umění. Jeho sídlem jsou dvě zrekonstruované budovy 14 a 15 v areálu bývalé obuvnické továrny.

## Objekty

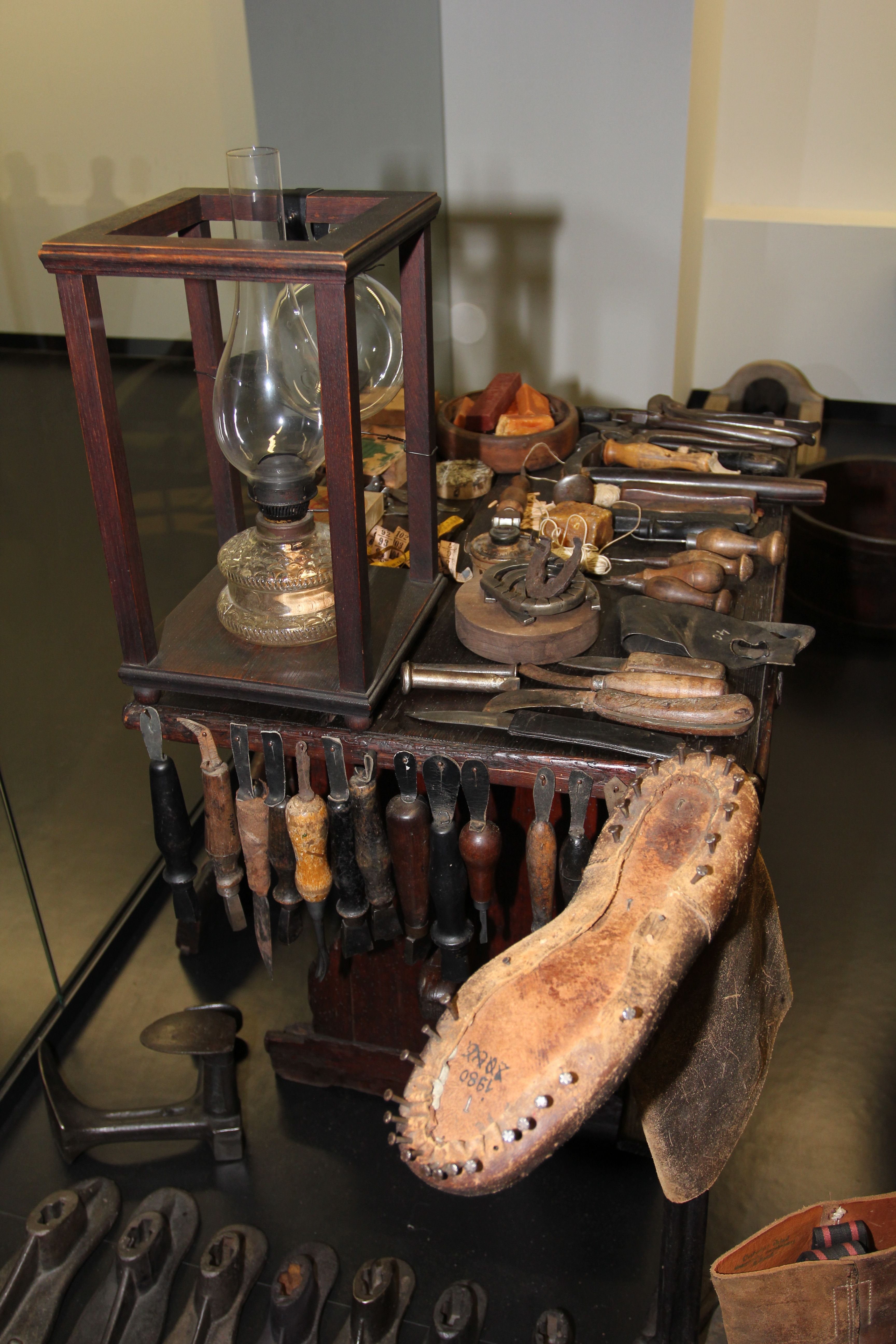
Ševcovská dílna z přelomu 19. a 20. století v expozici Princip Baťa

### 14. budova baťovského areálu
Expozice Princip Baťa: Dnes fantazie, zítra skutečnost je situována ve 3. NP budovy 14. Mapuje dějiny baťovského koncernu od založení firmy až do jeho znárodnění v roce 1945. Baťovská éra je rozdělena do řady témat, která se zabývají základními obory působnosti koncernu od výroby, budování zahraničních společností přes prodej, reklamu, dopravu až po nevýrobní sféru. Zásadní součástí je muzeum obuvi s více než 600 exponáty nebo historická výrobní obuvnická linka.
Další část expozice je věnován zlínskému filmovému studiu, jeho historii, produkci a osobnostem s ním spojených. Závěrečným okruhem je fenomén moderního cestovatelství s prezentovaným sbírkovým fondem inženýrů Hanzelky a Zikmunda, Eduarda Ingriše a Stanislava Škuliny. Expozice byla v roce 2013 oceněna cenou Gloria Musaealis, kterou uděluje Asociace muzeí a galerií ČR nejlepší expozici roku. Expozice František Bartoš: pedagog, jazykovědec, etnograf je v 5. NP budovy 14 a přibližuje naučnou i zábavnou formou rozsáhlou práci a etnografickou činnost významného zlínského rodáka F. Bartoše. Součástí je herna pro děti. Prostory muzea v 1. NP nabízejí v průběhu celého roku krátkodobé výstavy.

### Hrad Malenovice

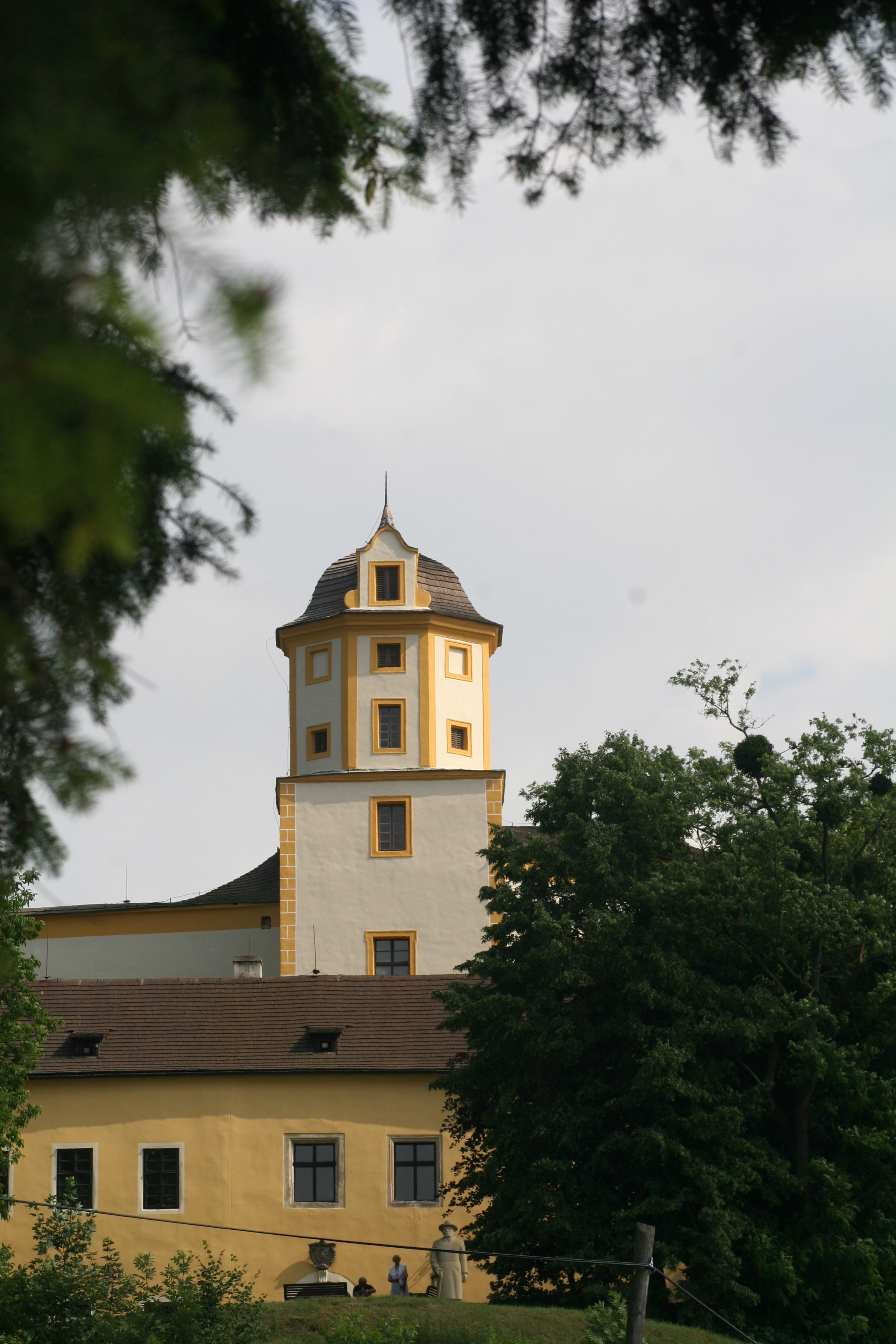
Pohled na hrad Malenovice a jeho věž

V prostorách hradu se nachází zoologická expozice Zvířata na Zemi a člověk. Ve třech sálech představuje různé zoogeografické oblasti pomocí přírodnin, mapek, textů a fotografií. Jsou zde ukázky nejrůznějších preparátů živočichů z celého světa – k vidění jsou kostry, vycpaniny, kapalinové preparáty, hmyz v entomologických krabicích. Součástí jsou interaktivní programy se zoologickou tematikou na dotykových obrazovkách.

Expozice Řemesla ve starých Malenovicích představuje inventář dílen starých malenovických řemeslníků doplněný ukázkami jejich výrobků. Představuje se dílna koželužská, sedlářská, kovářská, tradice malenovických hrnčířů, řemeslo tkalcovské a soukenické, zpracování perleti, malenovický pivovar. Ten připomíná i samostatná expozice Hostinec našich pradědečků. Hradní hájenka v těsném sousedství hradu je místem, kde lze navštívit expozici Dřevo proutí sláma, která představuje využití a zpracování těchto materiálů v životě našich předků. Na hájence je umístěna během návštěvní sezóny také sezónní výstava. Oblíbené akce: noční prohlídky, Stará řemesla na hradě Malenovice, vánoční jarmark, (H)radovánky.

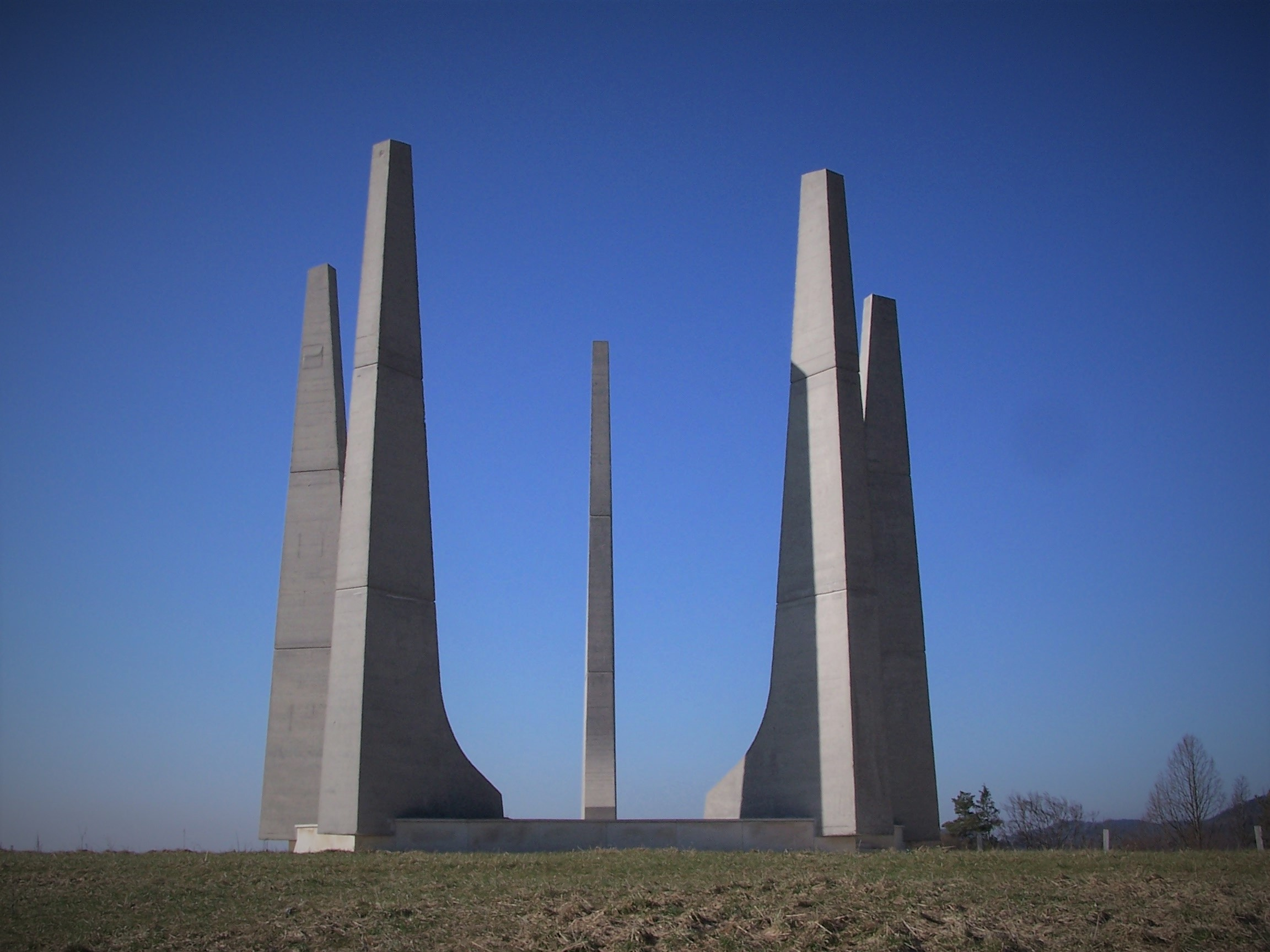
NKP Ploština, 2023

### NKP Ploština
Komplex budovy návštěvnického centra, budovy č.p. 23 a památníku tragických událostí 2. světové války, kdy byla 19. dubna 1945 obec vypálena nacisty a zahynulo zde 24 osob. V roce 2023 byly po rozsáhlé rekonstrukci otevřeny nové expozice "Tragédie na Ploštině" a "Nová Ploština", obnoven byl i památník (arch. Šebestián Zelina). Je zde prostor pro krátkodobé výstavy, v nabídce jsou edukační programy pro školy. Otevřeno je v rozmezí duben-říjen. 

### Muzeum luhačovického Zálesí
Expozice Známé i neznámé Luhačovice, umístěná v nových prostorách kulturního domu Elektra v Luhačovicích, je expozicí životního stylu, která v sobě spojuje tři pohledy na Luhačovice počátku 20. století. Představuje návštěvníkovi Luhačovice jako centrum tradičního národopisného regionu, který nazýváme luhačovické Zálesí, jako místo s výskytem léčivých vod a rozvíjejícím se lázeňstvím a za třetí jako specifickou městskou část, vyrůstající mezi vesnicí a lázněmi. Muzeum prostřednictvím nové expozice zveřejňuje jak hodnotnou národopisnou sbírku luhačovické muzejní společnosti z dvacátých let 20. století, tak sběry z posledních let, zaměřené na dokumentaci luhačovického lázeňství a historie obce. Expozici doplňují krátkodobé výstavy a doprovodné programy pro školy a veřejnost.
V roce 150. výročí narození architekta Dušana Jurkoviče (1868–1947) se Muzeum jihovýchodní Moravy ve Zlíně spolu s městem Brezová pod Bradlom spojilo v rámci přeshraniční spolupráce programu INTERREG v projektu Dušan S. Jurkovič – náš architekt. Součástí projektu bylo mj. vytvoření nové expozice Kabinet Dušana Jurkoviče v Muzeu luhačovického Zálesí.

## Organizační struktura
- Ředitel – sekretariát, referent GDPR
- Odbor odborně vzdělávací (oddělení společenskovědní, archeologie, etnografie, historie, Archiv H+Z, oddělení přírodovědné, zoologie, botanika, geologie, mineralogie a paleontologie, oddělení Muzeum luhačovického Zálesí, správa fondů a dokumentace, oddělení konzervátorské a depozitářů)
- Odbor provozní (ekonom, zástupce ředitele)
- Oddělení vzdělávací a služeb veřejnosti (oddělení muzejní pedagogiky, knihovna, archiv, průvodci expozice Princip Baťa)
- Oddělení obchodní (marketing, správa expozic, průvodci – krátkodobé výstavy)
- Oddělení projektově technické (projektový manažer, správa a údržba objektů, středisko hrad Malenovice, středisko NKP Ploština)